# Харжевський Петро Петрович
Петро Петрович Харжевський (нар. 3 січня 2000, Ладижин, Вінницька область, Україна) — український футболіст, захисник львівських «Карпат».

## Клубна кар'єра
Народився в місті Ладижин, Вінницька область. З 2013 року навчався в молодіжній академії львівських «Карпат». За першу команду «зелено-білих» дебютував 2 квітня 2019 року в переможному (4:0) домашньому поєдинку 23-о туру Прем'єр-ліги проти полтавської «Ворскли». Петро вийшов на поле на 87-й хвилині, замінивши Романа Толочка.

## Кар'єра в збірній
Викликався до юнацьких збірних України різних вікових категорій.